# ݭ
ݭ‬ – litera rozszerzonego alfabetu arabskiego, powstała poprzez połączenie arabskiej litery س‬ z dwiema kropkami. Wykorzystywana jest w języku ormuri. Oznacza dźwięk [ɕ], tj. spółgłoskę szczelinową dziąsłowo-podniebienną bezdźwięczną. 

## Postacie litery
| Postać: | izolowana | końcowa | środkowa | początkowa |
| ------- | --------- | ------- | -------- | ---------- |
| Wygląd: | ݭ‬         | ـݭ‬      | ـݭـ‬      | ݭـ‬         |

## Kodowanie
| Znak                   | ݭ                                                 | ݭ                                                 |
| ---------------------- | ------------------------------------------------- | ------------------------------------------------- |
| Nazwa w Unikodzie      | Arabic Letter Seen With Two Dots Vertically Above | Arabic Letter Seen With Two Dots Vertically Above |
| Kodowanie              | dziesiątkowo                                      | szesnastkowo                                      |
| Unicode                | 1901                                              | U+076D                                            |
| UTF-8                  | 221 173                                           | dd ad                                             |
| Odwołania znakowe SGML | &#1901;                                           | &#x076D;                                          |